# UBI File System
UBIFS (UBI File System) est un système de fichiers journalisé, conçu pour les systèmes à mémoire flash non-gérée, développé par Nokia avec l'aide de l'Université de Szeged en Hongrie.
Celui-ci est conçu pour les systèmes à mémoire flash brute et n'est pas prévu pour être utilisé avec un Solid State Drive ou une clé USB. En effet ces derniers possèdent des contrôleurs permettant l'accès à la mémoire flash en tant que périphérique de type bloc.
UBIFS s'appuie sur UBI (Unsorted Block Images), une couche d'abstraction matérielle présente dans le noyau Linux depuis la version 2.6.22 qui permet de gérer les périphériques à base de mémoire NAND flash.
UBIFS est intégré au noyau Linux à partir de la version 2.6.27.